# Citronella
A citronella (Cymbopogon nardus) hosszú, évelő, szabadföldi növény. Megjelenése a póréhagymához hasonlít. Sokan összekeverik a citromfűvel, mivel a citronella angol neve lemongrass. A két növény között nincs közeli rokonság, a citronella valódi fűféle, a citromfű a mentafélék rokona. Leveleinek erős citromillata miatt nagyon gyakran használják az ázsiai konyhákban.
Lehetőleg friss leveleit használjuk, de ha nincs belőlük, szárított alsó hajtásai is megteszik.
Tálalás előtt vegyük ki az ételből!